# Texas Permanent School Fund
Der Texas Permanent School Fund (TPSF) ist ein Staatsfonds mit Sitz in Austin, Texas. Der 1854 zum Wohle der öffentlichen Schulen in Texas gegründete Fonds finanziert seit seiner Gründung öffentliche Schulen im Bundesstaat Texas. Die Stiftung wird von der Texas Education Agency (TEA) verwaltet. Das Vermögen des Stiftungsfonds wird vom Finanzausschuss verwaltet.
Derzeit beläuft sich das verwaltete Vermögen auf 57 Milliarden USD.

## Geschichte
Der Texas Permanent School Fund (TPSF) wurde 1876 durch die Staatsverfassung zur Förderung des Bildungswesens geschaffen. Der Fonds speist sich aus Kapitalerträgen, Lizenzgebühren für Öl, Gas und Mineralien sowie Pachtverträgen. Heute ist der PSF nach Alaska der zweitgrößte Staatsfonds der USA und unterstützt die Bürger von Texas auf zweierlei Weise: Er stellt Geld für die öffentliche Bildung aus anderen Quellen als Steuern bereit und bietet eine Garantie für Anleihen teilnehmender lokaler Schulbezirke sowie für Anleihen qualifizierter Charterdistrikte.

## Organisation
Der PSF wird von zwei staatlichen Behörden verwaltet: dem General Land Office (GLO) und der Texas Education Agency (TEA). 
- Das GLO war bisher für die Verwaltung der Immobilien des Fonds, wie z. B. Grundstücke und Mineralien, verantwortlich.
- Die TEA überwacht die Anlageverwaltung der Barmittel des PSF. Über das State Board of Education beruft die TEA einen Ausschuss von Anlageberatern, der das Anlageprogramm und die Vermögensallokation der Barmittel des Fonds überwacht.[4][2]